# Conga (genere musicale)
Il termine conga si riferisce ai gruppi musicali all'interno delle comparsas cubane e alla musica che suonano. Le comparsas sono grandi gruppi di musicisti, cantanti e ballerini con specifici costumi e coreografia che si esibiscono nei carnevali di Santiago di Cuba e dell'Avana.
La strumentazione differisce tra congas santiagueras e congas habaneras. Le congas santiagueras prevedono la corneta china (cornetta cinese), che è un adattamento della suona cantonese introdotta nella Provincia Oriente di Cuba nel 1915 e la sua sezione di percussioni comprende bocúes (simile ai tamburi africani ashiko), il quinto (tamburo conga più acuto), galletas e il pilón, così come i brakes che sono colpiti con bastoncini di metallo. Le congas habaneras mancano della corneta china ma prevedono trombe, tromboni e sassofoni e hanno un diverso set di strumenti a percussione: redoblantes (tamburi laterali), bombos (tamburo basso), quinto, tumbadora (il tamburo conga più basso) e idiofoni di metallo come campanacci, cucchiai, frying pan e cerchi.
Congas e comparsas hanno una lunga storia che risale al XIX secolo, con tradizioni musicali tramandate di generazione in generazione. Le comparsas più antiche derivano da cabildos de nación o da altri gruppi sociali, mentre i successivi, chiamati paseos, derivano dai barrios (quartieri). La musica delle congas è diventata un genere stesso, introdotta nella musica popolare cubana all'inizio del XX secolo da artisti come Eliseo Grenet e Armando Oréfiche e i suoi Havana Cuban Boys. Sono presenti da decenni nel repertorio di molti conjuntos, big band cubane e gruppi di discarga, avendo anche un'influenza su generi moderni come salsa e songo. Il tamburo conga, conosciuto anche a Cuba come tumbadora, prese il nome dalle congas de comparsa.

## Storia

### Origini
La storia della conga (conosciuta anche come comparsa conga o conga de comparsa) è oscura e le sue origini rimangono in gran parte sconosciute. All'inizio del XIX secolo, anche se la parola "conga" non si trova nelle fonti scritte, ci sono riferimenti a "tumbas" e, secondo Brea and Millet (1993:204), "tumba" si riferisce al gruppo di percussioni della conga. "Tumba" è citato in collegamento con i mamarrachos (festival estivi a Santiago di Cuba) già nel 1847 (Pérez I 1988:54). Una parola che potrebbe essere sinonimo di "tumba" è la parola "tango", menzionata già nel 1856 (Pérez I 1988:79). Sfortunatamente, molti scrittori del XIX secolo erano estremamente negativi nei confronti della cultura afro-cubana e venivano registrate poche informazioni sulle tumbas o sui tanghi.

#### Relazione con il gruppo etnico Kongo
"Congo" era la parola usata per designare gli schiavi africani portati a Cuba dalla regione africana del Congo (attualmente Repubblica del Congo, Repubblica Democratica del Congo e Angola). Secondo le regole della grammatica spagnola, "congo" divenne un sostantivo/aggettivo maschile e la sua controparte femminile si formò cambiando la "o" finale con la "a". Questa coppia di sostantivo/aggettivo spagnoli veniva usata a Cuba per designare qualsiasi cosa relativa ai suddetti schiavi africani e alla loro cultura. Pertanto alcuni hanno ipotizzato che "conga" fosse originariamente un aggettivo (come nell'espressione comparsa conga), e che la comparsa fosse stata abbandonata e la conga fosse cambiata in un sostantivo (del Carmen et al., 2005). Tuttavia la parola conga può anche derivare da "maconga" (canzone) o "nkunga" (canzone, suono) nella "lingua del Congo" (Ortiz 1924:118).
Ortiz (II 1952-5:34) afferma anche che il tamburo chiamato bokú (uno degli strumenti della conga) è "... tipico dei congos". Goodman menziona la “comparsa conga” in concomitanza con una figura del carnaval conosciuta come “el Rey del Congo” (il "Re del Congo"), che sembra confermare un legame etnico kongo con la conga (Pérez I 1988:104). Inoltre, la parola bokú significa "tamburo" in Kikongo (Orovio 1981:58).

### Antipatia dopo l'indipendenza
Nei primi anni dopo l'insediamento della Repubblica di Cuba nel 1902, vi furono numerosi decreti dei successivi sindaci di Santiago de Cuba che bandirono "tamburi e tanghi africani". (Pérez I 1988: 177, ecc.) Apparentemente, questi decreti non furono applicati fedelmente:
(Pérez I 1988:254)
Secondo Pérez,
(Pérez I 1988:179, note 13)

### Discussione
Gli avversari della conga nella stampa superarono in numero i difensori. La conga era una specie di popolo di lavoratori afro-cubani analfabeti, mentre gli scrittori di editoriali e lettere arrabbiate all'editore erano degli ispano-cubani di classe superiore. Un importante detrattore della conga, e forse il più fiorito nella sua prosa, fu il sindaco di lunga data di Santiago, Desiderio Arnaz (padre della star americana Desi Arnaz), che espresse i sentimenti di alcuni cubani della classe superiore in un articolo di giornale del 1925:
Mi riferisco alla ‘conga’, a quel gruppo di tamburi stridenti, padelle e urla, ai cui suoni folle epilettiche, cenciose e seminude corrono per le strade della nostra metropoli e che, tra contorsioni lubriche e bruschi movimenti, mostrano una mancanza di rispetto per la società, offendono la moralità, screditano i nostri costumi, ci abbassano agli occhi di persone di altri paesi e, quel che è peggio, con il loro esempio contaminano gli scolari, che ho visto trascinati via dal fervore per le lezioni, ansimando e sudati, impegnati in frenetiche competizioni di flessibilità corporale in quei vergognosi tornei di licenziosità.»
(Pérez I 1988:337)
D'altra parte, un sondaggio del 1936 sulla conga suscitò i seguenti commenti:
(Pérez II 1988: 22-3)

### Conga di Los Hoyos

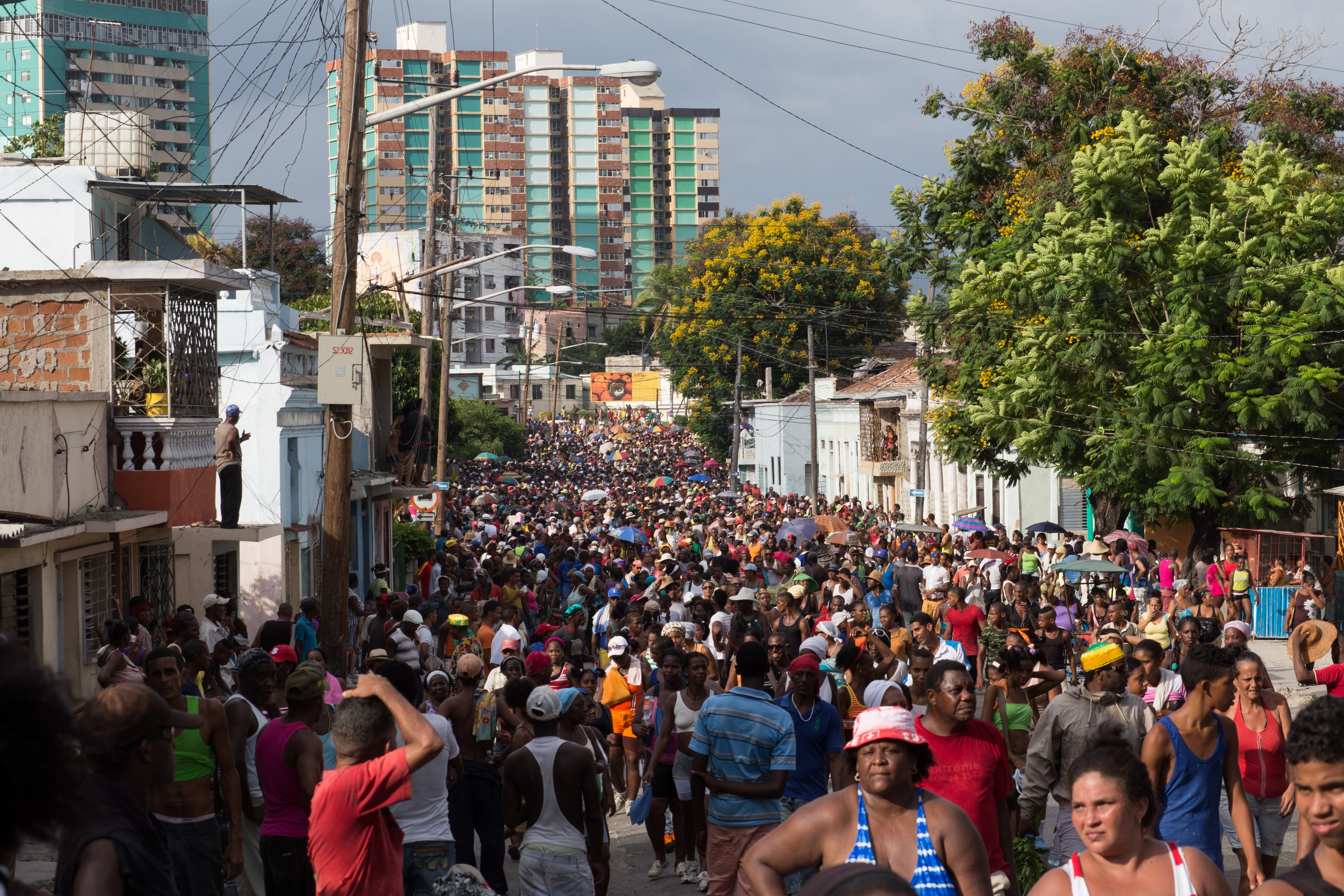
Invasione della Conga di Los Hoyos a Santiago nel 2014

Los Hoyos è un quartiere nel centro di Santiago di Cuba e sede della conga di Los Hoyos. La data della fondazione di questa conga è sconosciuta, ma esisteva già nel 1902 (del Carmen et al., 2005).
All'inizio gli strumenti del gruppo erano un pilón, alcuni bocúes, un campanaccio e un güiro. Successivamente furono aggiunti due redoblantes, il numero di bocúes fu aumentato e il campanaccio e il güiro furono sostituiti da padelle. Più tardi, le padelle furono sostituite dalle campanas (tamburi dei freni delle automobili o altri pezzi di metallo scelti per le loro distinte qualità sonore). Inoltre furono aggiunti il quinto e requinto. Los Hoyos iniziò a usare una corneta china nel 1916 (del Carmen et al., 2005), un anno dopo che lo strumento fu introdotto dalla conga di Los Colombianos di Tívoli.
Durante la stagione del carnaval, Los Hoyos esegue un evento tradizionale conosciuto come "invasión", nel quale si marcia per le strade di Santiago e si visitano i quartieri dove sono le altre famose congas. Questa "invasión" commemora l'invasione dell'Esercito di Liberazione alla fine della Guerra d'Indipendenza. Los Hoyos chiude anche le tradizionali sfilate del Carnaval di Santiago di Cuba (del Carmen et al., 2005).

## Strumentazione
Walter Goodman (1838-1912), un inglese che visse a Santiago di Cuba dal 1864 al 1869, lasciò quella che potrebbe essere la prima descrizione scritta degli strumenti della conga: "... un'orchestra strana composta da tamburi, padelle, utensili di latta, grattugie e güiros (Pérez I 1988: 102)."
Gli strumenti attuali rientrano in quattro categorie. Le prime sono le campanas (Brea and Millet 1993: 181), che sono strumenti di metallo colpiti da bastoncini di metallo. Preferibilmente, vengono utilizzati i tamburi dei freni di vecchi modelli di veicoli americani (anni '50 o precedenti). Originariamente, prima che fossero disponibili i tamburi dei freni, venivano utilizzate le padelle per friggere (Pérez I 1988: 310, Pérez II 1988: 23, ecc.) E possibilmente anche le pale per scavare (Pérez I 1988: 106 e 134).
La seconda categoria sono i bocuses (singolare bocú, alt. pl. bocúes), detti anche fondos ("fondi").
(Ortíz II 1952-5: 34)
Al giorno d'oggi la pelle è solitamente sostenuta da un sistema di materiale in metallo simile a quello della conga commerciale. Ovunque da quattro a 16 bocuses vengono usati in una conga (Brea and Millet 1993: 179). I bocuses suonano semplici parti di collegamento con poche variazioni (tuttavia, la somma delle parti ha l'effetto di una melodia di batteria piuttosto complessa). Un bocú più piccolo, chiamato quinto o bocusito, suona complesse figure sincopate e improvvisazioni.
Secondo Ortiz, il bocú fu adottato dalla conga quando i tamburi africani (Ashiko) furono banditi nei primi anni della Repubblica.
(Ortíz II 1952-5: 36)
Una terza categoria sono i tambores bimembranofoni (Brea and Millet 1993: 200), citati nei documenti già nel 1916 (Pérez I 1988: 217). Vi sono tre tambores: uno requinto e due galletas. Il requinto (Brea and Millet 1993: 198), menzionato per la prima volta sin dal 1931 (Pérez II 1988: 9), ha la forma di un rullante, circa il 50% più largo di quanto sia alto. Viene appeso alla spalla sinistra con la parte superiore del tamburo leggermente inclinata a sinistra e viene suonato con un bastone sulla pelle destra mentre la mano sinistra mette la sordina o apre la pelle a sinistra. La sua parte è semplice con poche varianti. I galletas (chiamati anche congas- Orovio 1981: 186) sono come tamburi bassi, ma più piatti. Vengono suonati con un bastone in modo simile al requinto, tranne per il fatto che sono appesi alle spalle in modo tale che le pelli siano quasi orizzontali rispetto al terreno. Il più acuto dei due è chiamato redoblante (Brea and Millet 1993: 197). Misura circa 2 piedi di diametro e 5 pollici di altezza. Oltre al suo schema di base, ci sono molti floreos (variazioni) che può suonare. La galleta dal tono più basso è chiamata pilón (Brea and Millet 1993: 196) o pilonera (Ortíz II 1952-5: 242). Misura circa 2 pollici più grande in ogni dimensione rispetto al redoblante. Questo tamburo riproduce uno schema base con poche variazioni. Tutti e tre i tamburi utilizzano un sistema di materiali in metallo per attaccare le pelli agli involucri dei tamburi.
Come per il bocú, Ortiz afferma che i tambores non erano originariamente usati nelle congas pre-repubblicane. "Si è presto consapevoli che queste congas [galletas], come i tamburi della comparsa carabalí, sono imitazioni "bianche" di tamburi la cui morfologia africana è stata camuffata" (Ortíz II 1952-5: 242).
La categoria finale include un solo oggetto: la trompeta china o corneta china (letteralmente "tromba/corno cinese"). Questo strumento a doppia ancia, chiamato suona in cinese, fu portato a L'Avana nel XIX secolo da immigrati cinesi. Veniva usato per suonare la musica tradizionale cinese nei teatri cinesi nella Chinatown dell'Avana, quando una comparsa afro-cubana dal titolo "Los Chinos Buenos" l'adattò per usarla al posto di un inspirador ("cantante principale"). Mentre era molto difficile per chiunque non fosse a meno di tre metri dall'inspirador a sentire lui o il suo canto durante un'esibizione di strada, la trompeta china, a causa del suo particolare suono rauco e nasale, di solito poteva essere ascoltata dall'intera comparsa e dai suoi seguaci. Nel 1910 la trompeta china era stata portata a Santiago di Cuba da soldati dell'esercito cubano (Ortíz II 1952-5: 451). La prima conga ad usarla fu Paso Franco nel 1915 (del Carmen et al., 2005). Nel 1924 era una caratteristica consolidata della conga (Pérez, I 1988: 310). Oggi, il suono di questo strumento è riconosciuto dai cubani come il simbolo dei carnavales della Provincia di Oriente di Cuba.

## Danza
La conga è ballata con piccoli passi scorrevoli, avanzando alternativamente. Immaginando due misure di tempo 2/4 (la tradizionale segnatura del tempo per la conga), se il piede destro inizia sulla prima ottava della prima misura, allora il piede sinistro fa un passo sulla terza ottava della prima misura, la destra di nuovo sulla prima ottava della seconda misura, sulla sinistra sulla terza ottava della seconda misura, e così via. Questo passo fondamentale è chiamato "arrollao". Le braccia sono piegate al gomito e ruotate di fronte al ritmo dei piedi
Ci sono molte varianti sul passo base, oltre a semplici figure come "calcio", "singolo giro", "taglio della canna da zucchero", "scarpe brillanti", ecc.

## Discografia scelta
- Carnaval à Santiago de Cuba; Le Chant du Monde LDX-A-4250
- Carnaval in Cuba; Folkways Records FW04065 (1981): questa pagina contiene esempi di diversi stili di musica del carnaval, inclusa la conga.
- Santiago: Calles y Congas; Egrem C557 (1996)